# 데포르티보 말도나도

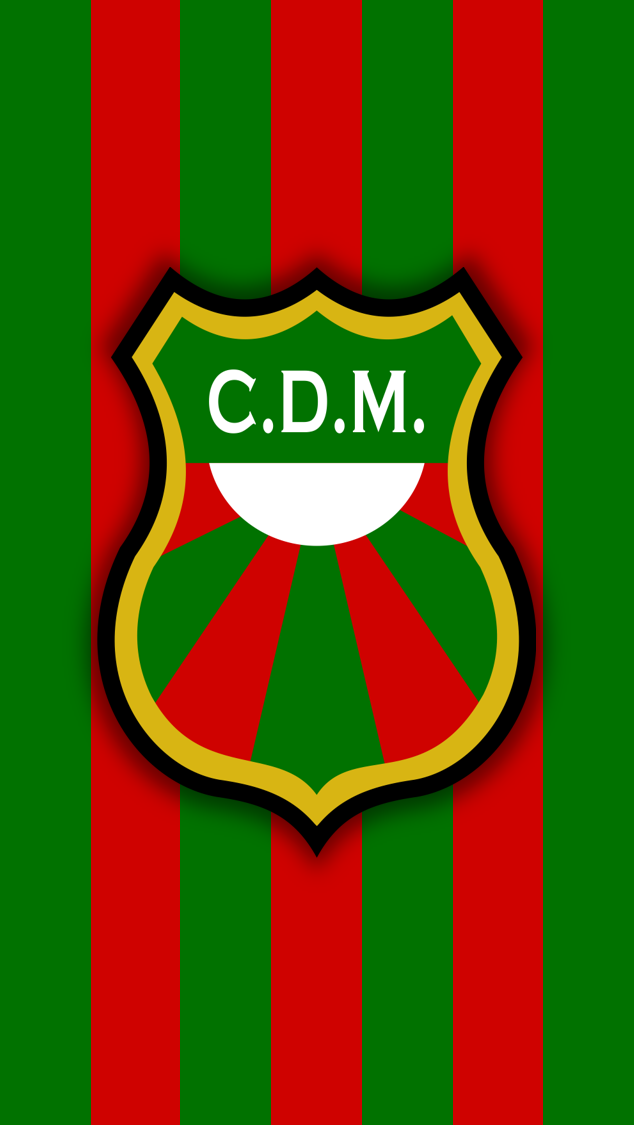

데포르티보 말도나도(스페인어: Club Deportivo Maldonado)는 우루과이 말도나도를 연고로 하는 우루과이의 축구 클럽이다. 최근에는 우루과이 세군다 디비시온에 속해있다.

## 선수 명단

### 현역
참고: FIFA 자격 규정에 따라 소속된 국가대표팀 국기를 표시합니다. 선수는 복수의 FIFA 비회원국 국적을 가지고 있을 수 있습니다.
| 번호 | 포지션 | 국적 | 이름             |
| ---- | ------ | ---- | ---------------- |
| 11   | FW     |      | 에르난 톨레도    |
| 25   | DF     |      | 후안 마르틴 긴조 |

| 번호 | 포지션 | 국적 | 이름 |
| ---- | ------ | ---- | ---- |